# Epicorsia avialis
Epicorsia avialis är en fjärilsart som beskrevs av Hans Georg Amsel. Epicorsia avialis ingår i släktet Epicorsia och familjen Crambidae. Inga underarter finns listade i Catalogue of Life.